# Heinz Hemrich
Heinz Hemrich, né 1923 à Schwäbisch Hall et mort le 8 décembre 2009, est un sculpteur allemand.

## Biographie
Après le service militaire et la captivité 1942-1945 Hemrich fait des études à l'École des beaux-arts de Mayence, le Kunstakademie Stuttgart et École des beaux-arts de Darmstadt de 1946 à 1951. De 1951 à 1953 il a été assistant à l'Université technique de Darmstadt et sculpteur indépendant depuis 1953. En 1963, il a pris un poste d'enseignant à l'Université d'Etat de éducation del'Art et de l'Artisanat Mayence, depuis 1973, il a travaillé comme professeur et plus tard en tant que professeur à l'Université de Mayence dans le domaine de l'éducation artistique. Hemrich avait depuis 1957 un membre de la Sécession Darmstadt et a participé à plusieurs expositions de la Sécession à Darmstadt

## Le sculpteur du béton
Hemrich a exécuté de nombreuses Œuvres pour les bâtiments publics, les universités, les églises et les écoles. Son objectif était «Kunst am Bau» (voir: 1 % artistique)et petites œuvres sculpturales. Entre autres choses, il a créé pour le Baptistère de Johannes Gutenberg, l'église Saint-Christophe à la vieille ville de Mayence un nouveau contreforts de béton avec des représentations symboliques de l'histoire de la ville de Mayence, dont les ruines ont été conservées et agrandi en 1963-1964. Pour l'église évangélique Auferstehungskirche (“Résurrection”) à Mayence il a pris un retard motif médiéval des images sur la Bible et conçu comme une frise en béton.

## Expositions
- 1969 Kleinplastiken, Kabinett im Klingspormuseum, Offenbach am Main
- 1969 16. Jahresausstellung der Neuen Darmstädter Sezession, Mathildenhöhe, Darmstadt
- 1971 Künstler aus Mainz und Wiesbaden, Nassauischer Kunstverein Wiesbaden
- 1979 21. Jahresausstellung der Neuen Darmstädter Sezession, Mathildenhöhe, Darmstadt